# Stephen Russell
Stephen L. Russell  je americký herec, hlasový herec a dramatik. Nejvíce je známý jako hlas Garetta z herní série Thief, Corva Attana v Dishonored 2 a různých postav ve hře The Elder Strolls V: Skyrim a v herní sérii Fallout.

## Kariéra
Russell vystupoval v množství divatelních her v bostonském divadle Huntington Avenue Theatre a Wellfleet Harbor Actors’ Theatre. Je autorem třinácti divadelních her pro mladé publikum a výhercem ceny WHAT Award 2009. Russellův filmový debut byl ve filmu Mrs. Worthington's Party z roku 2007. O rok později se objevil jako Luther Norris ve filmu Zlatí chlapci. V roce 2009 hrál malou roli ve filmu Bejvalek se nezbavíš. Ovšem nejvíce se zviditelnil jako hlasový herec ve videohrách. Kromě postavy Garetta v sérii Thief, namluvil i hlavního antagonistu Karasse ve hře Thief II: The Metal Age a mnoho dalších vedlejších postav v této herní sérii. Ve hře System Shock namluvil hlas centrálního počítače XERXES na lodi Von Braun a postavu Williama Bedforda Diega. Také propůjčil svůj hlas postavám v herní sérii Fallout. Více postav namluvil také ve hře The Elder Strolls V: Skyrim z roku 2011, kde jeho hlasem mluví např. Mercer Fray, vůdce cechu zlodějů. V roce 2015 namluvil mimo jiné postavu detektiva-androida Nicka Valentina a Codswortha ve hře Fallout 4 a v roli Valentina pokračoval i v jejím rozříšení Far Harbor. Ve hře Dishonored 2 z roku 2016, namluvil Corva Attana, jednu z hlavních postav.
Russell se v roce 2014 nevrátil k obnovené herní sérii Thief, kvůli užití technologie motion capture, která vyžaduje, aby herec postavu vyjadřoval i fyzicky a byl schopen převést i vlastní fyzické dovednosti. Russella proto nahradil Romano Orzari. Toto rozhodnutí rozhořčilo některé fanoušky původní série, kteří založili online petici s požadavkem, aby se Russell vrátil jako hlavní hlasový herec.

## Soukromý život
Russell je vegetarián. Má syna Petera, který je herec a hudebník, a dceru Robin, která je také hlasová herečka.

## Vybrané hlasové role
| Rok  | Titul                                     | Role                                                                                  |                 |
| ---- | ----------------------------------------- | ------------------------------------------------------------------------------------- | --------------- |
| 1998 | Thief: The Dark Project                   | Garrett, Statue, Raoul, Guards, Hammerites, Servants                                  |                 |
| 1999 | System Shock 2                            | Announcer, William Bedford Diego, The Many, OnceGrunt, XERXES                         |                 |
| 2000 | Thief II: The Metal Age                   | Garrett, Karras, Guards, Civilians, Hammerite                                         |                 |
| 2002 | Freedom Force                             | Man O' War, Time Master, Iron Ox, Pan, Pinstripe, Civilian Male, Judge                |                 |
| 2002 | Arx Fatalis                               | Fallan Orbiplanax, Undead Creatures, Goblins, Enoill Calpale, Sacred Dagger           | hlasový režisér |
| 2003 | Neverwinter Nights: Shadows of Undrentide | doplňkové hlasy                                                                       |                 |
| 2004 | Thief: Deadly Shadows                     | Garrett                                                                               |                 |
| 2005 | Freedom Force vs The 3rd Reich            | Iron Ox, Man 'O' War, Blitzkrieg, Charles Wilson, Pan, Pinstripe, Time Master, Pierre |                 |
| 2006 | Mage Knight: Apocalypse                   | doplňkové hlasy                                                                       |                 |
| 2008 | Fallout 3                                 | Andy, Mr. Buckingham, The Great One a další vedlejší postavy                          |                 |
| 2011 | The Elder Scrolls V: Skyrim               | Mercer Frey, Clavicus Vile, Barbas a další vedlejší postavy                           |                 |
| 2015 | The Magic Circle                          | The Old Pro                                                                           |                 |
| 2015 | Fallout 4                                 | Nick Valentine, Codsworth, Mr. Handy a další                                          |                 |
| 2016 | Fallout 4 Far Harbor                      | DiMA, Nick Valentine a další                                                          |                 |
| 2016 | Dishonored 2                              | Corvo Attano                                                                          |                 |
| 2017 | Prey                                      | Dr. Sylvain Bellamy                                                                   |                 |
| 2018 | Fallout 76                                | Mister Handy, Giles Sweetwater, Zeke a další vedlejší postavy                         |                 |
| 2018 | Underworld Ascendant                      | Cabirus                                                                               |                 |
| 2019 | ZED                                       | The Dreamer                                                                           |                 |
| 2023 | Starfield                                 | Captain Petrov, Larry Dumbrosky a Victor Aiza                                         |                 |
| 2023 | Blood West                                | Protagonist                                                                           |                 |